# Piață financiară
Piața financiară este o piață în care se realizează operațiuni cu titluri financiare. Ea colectează disponibilitățile bănești în favoarea solicitanților prin emisiunea și plasarea de titluri mobiliare precum: acțiunile, obligațiunile, certificatele de investiții și alte produse financiare. De asemenea, pe această piață, au loc tranzacții cu titluri emise anterior, între vânzătorii de titluri, care doresc să își recupereze capitalul bănesc avansat și diferiți cumpărători, care își propun să investească.
Acțiunile reprezintă titluri de valoare care reprezintă o parte din capitalul social al unei societăți pe acțiuni.
Valoarea nominală sau prețul acțiunii se determină prin raportarea capitalului social la numărul de acțiuni emise de o firmă. 
Obligațiunile sunt titluri de valoare care reprezintă o cotă parte dintr-un împrumut colectiv, pe termen mediu sau lung, solicitat de un agent economic.
Valoarea nominală a obligațiunii se restituie posesorului la scadență, iar pe întreaga perioadă a creditului, acesta va primi o dobândă anuală fixă, înscrisă pe obligațiune.
Pentru o desfășurare normală a activității, agenții economici au nevoie de împrumuturi pe termen lung cu care să își finanțeze investițiile. Aceste capitaluri bănești pot fi procurate pe piața financiară.
Oferta de capital este realizată de către deținătorii de resurse financiare care plasează aceste resurse pe piața de capital, prin cumpărarea de titluri de valoare. Deținătorii de capital bănesc sunt: firmele, băncile, persoanele fizice și juridice.
Conform economistului Joseph Stiglitz, laureat al premiului Nobel "a fost întotdeauna un decalaj între ceea ce se întâmplă în economia reală și piețele financiare".

## Funcțiile pieței financiare
1. Mobilizează importante resurse financiare în favoarea diferitelor firme sau alți agenți economici.
2. Plasează titluri de valoare emise.
3. Asigură mobilitatea capitalurilor și posibilitatea schimbării plasamentelor acționarilor prin transformarea în lichidități a valorilor mobiliare și invers.
4. Indică starea economiei și perspectivele ei.
5. Orientează disponibilitățile bănești ale persoanelor fizice și juridice spre cele mai profitabile domenii.

## Clasificarea pieței financiare
Piața financiară primară este piața pe care au loc emisiuni de titluri de valoare noi. Tranzacțiile se realizează prin intermediul băncilor, iar cursul se identifică cu valoarea nominală.
Piața financiară secundară are rolul de a asigura tranzacțiile cu titluri emise anterior. Pe această piață, tranzacțiile se realizează prin intermediul burselor de valori.

Cursul la care se fac tranzacțiile pe piață depinde de câtiva factori precum:
1. raportul dintre cererea și oferta de titluri
2. rata comercială a dobânzilor bancare
3. situația economico-financiară a firmei exprimată prin profit.
4. starea economiei naționale
5. situația politică și socială internă și internațională